# Yanshou
För andra betydelser, se Yanshou (olika betydelser).
Yanshou, tidigare stavat Yenshow, är ett härad som lyder under Harbins stad på prefekturnivå i Heilongjiang-provinsen i nordöstra Kina. Det ligger omkring 150 kilometer öster om provinshuvudstaden Harbin. 